# Suwannee County
Suwannee County je okres amerického státu Florida založený v roce 1858. Správním střediskem je město Live Oak. Leží na severu Floridy. Pojmenovaný je podle řeky Suwannee.

## Sousední okresy
| Růžice kompasu | Madison County   | Hamilton County |                  | Růžice kompasu |
| Růžice kompasu |                  | Sever           | Columbia County  | Růžice kompasu |
| Růžice kompasu | Suwannee County  |                 | Columbia County  | Růžice kompasu |
| Růžice kompasu | Jih              |                 | Columbia County  | Růžice kompasu |
| Růžice kompasu | Lafayette County |                 | Gilchrist County | Růžice kompasu |